# Route magistrale 17 (Arménie)
Pour les articles homonymes, voir M17 et Route 17.
La route magistrale M17 (en arménien : Մ 17 ճանապարհ) est une route magistrale en Arménie.
Elle relie Kapan à Meghri,,.

## Présentation
La M17 commence à Kapan à 750 mètres d'altitude et se dirige vers le sud à travers un terrain montagneux en passant deux cols de 1 200 mètres d'altitude. 
Plus au sud, la M17 a un tronçon orienté est-ouest. 
La M17 est une route sinueuse, son point culminant est un col de montagne d'environ 2 250 mètres d'altitude qu'elle passe avant de descendre vers la vallée désertique de la rivière Araxe. 
La section méridionale entre Shvanidzor et Meghri longe la rivière Araxe, qui forme la frontière avec l'Iran à environ 450 mètres d'altitude.
La M17 se termine en rencontrant la M2 après un parcours de 90,8 km de long.

## Histoire
En raison de sa situation dans la zone frontalière avec l’Azerbaïdjan, cette route revêt une importance stratégique car pouvant faire partie du futur corridor de Zanguezour.

## Tracé
- Kapan
- Chakaten
- Shikahogh
- Srashen
- Shvanidzor
- Meghri